# Passiv matrisadressering
Passiv matrisadressering är ett adresseringsschema som praktiseras i bildskärmar, åtminstone i framtida skärmar. Antalet kontakter i en n×m matris uppgår till (n + m) stycken. Detta är mycket färre än vad som krävs i direkt adressering. Signalerna särskiljs i en rad- eller selektspänning samt en kolumnspänning eller videosignal. 
Adresseringen sker etappvis rad-för-rad. Samtliga m pixlar i varje kolum adresseras samtidigt, och selektsignalen bestämmer aktuell rad som adresseras. När en rad väljs, drivs den med en spänning Vsel, medan övriga rader drivs med Vunsel. Varje individuell kolumn påläggs en spänning för varje m pixel. En tänd pixel påläggs spänningen Von, medan en släckt påläggs Voff.
Potentialen över en vald pixel på rad i och kolumn j ges av
{\displaystyle V_{ij}=V_{sel}-V_{on|off}}
samt
{\displaystyle V_{ij}=V_{unsel}-V_{on|off}}
för de ovalda raderna. Figuren nedanför illustrerar en 3×3-displaymatris.
sketch figure finished
Medan aktiv matrisadressering kan utföras med hjälp av s.k. tunnfilmstransistor (TFT) krävs en form av bistabilitet för att enheterna i den passiva matrisen ska kunna ha bestående tillstånd. Sådan bistabilitet härrör företrädesvis från materialets ferroelektriska eller ferromagnetiska egenskaper.